# (8419) Terumikazumi
(8419) Terumikazumi est un astéroïde de la ceinture principale.

## Description
(8419) Terumikazumi est un astéroïde de la ceinture principale. Il fut découvert le 7 novembre 1996 à Kushiro par Seiji Ueda et Hiroshi Kaneda. Il présente une orbite caractérisée par un demi-grand axe de 2,74 UA, une excentricité de 0,10 et une inclinaison de 7,5° par rapport à l'écliptique.

## Compléments